# Велика игра
Велика игра је био назив за стратешко ривалство између Британске империје и Руске Империје зарад доминације над средњом Азијом. За класични период Велике игре се сматрао да је трајао приближно од Руско-персијског споразума из 1813. до Англо-руске конвенције из 1907. Мање интензивна фаза је трајала након Октобарске револуције 1917. У постколонијалном периоду, овај назив је наставио да се користи за описивање геополитичке махинације великих и регионалних сила за геополитичком моћи у утицајем у региону. Смишљање израза „Велика игра“ се обично приписује Артуру Конолију, обавештајном официру Шестог бенгалског лаког коњичког пука Британске источноиндијске компаније. Термин је у ширу употребу увео британски књижевнк Радјард Киплинг у свом роману Ким (1901).
Велика игра је такође имала директне последице у Персији и Британској Индији. Британија је сматрала да Русија планира инвазију на Индију и да је то циљ руске експанзије у централној Азији, док се Русија противила ширењу британских интереса у централној Азији. Као резултат тога, дошло је до дубоке атмосфере неповерења и разговора о рату између два велика европска царства. Британија је поставила као високи приоритет заштиту свих приступа Индији, док је Русија наставила са освајањем Централне Азије. Неки историчари Русије закључили су да је након 1801. године Русија имала минималне намере или планове у погледу Индије и да се углавном радило о британским сумњама, иако је потврђено више планова инвазије из 19. века, укључујући Духамелов план и Хрулевов план, међу каснијим плановима који никада нису материјализовани.
Велика игра је почела 12. јануара 1830. године када је лорд Еленбаро, председник Одбора за контролу Индије, задужио лорда Вилијама Бентинка, генералног гувернера, да успостави нову трговачку руту до Бухарског емирата. Британија је намеравала да стекне контролу над Авганистанским емиратом и учини га протекторатом, те да користи Османско царство, Персијско царство, Хиватски канат и Бухарски емират као тампон државе које блокирају руску експанзију. Ово би заштитило Индију, а такође и кључне британске поморске трговачке путеве спречавајући Русију да добије луку у Персијском заливу или Индијском океану. Русија је предложила Авганистан за неутралну зону. Резултати су укључивали неуспели Први англо-авганистански рат 1838. године, Први англо-сикијски рат 1845. године, Други англо-сикијски рат 1848. године, Други англо-авганистански рат 1878. године и припојење Коканда Русији.
Неки историчари сматрају да је крај Велике игре потписивање протокола Комисије за границу Памира 10. септембра 1895. године, када је дефинисана граница између Авганистана и Руског царства. Други сматрају да је Велика игра окончана потписивањем Англо-руске конвенције 31. августа 1907. Роман Рудјарда Киплинга Ким из 1901. учинио је термин популарним и увео нову импликацију ривалства великих сила. Постао је још популарнији након почетка Совјетско-афганистанског рата 1979. године.